# 隩州
隩州，金朝时设置的州。
大定二十二年（1182年）后，改火山州置，治所在河曲县（今山西省河曲县南）。辖境相当今河曲县。兴定四年（1220年）徙治今河曲县。元朝至元二年（1265年），省入保德州。 